# Coussapoa crassivenosa
Coussapoa crassivenosa är en nässelväxtart som beskrevs av Gottfried Wilhelm Johannes Mildbraed. Coussapoa crassivenosa ingår i släktet Coussapoa och familjen nässelväxter. Inga underarter finns listade i Catalogue of Life.